# Éditions USA
Éditions USA était un éditeur français spécialisé dans les comics. Il a été lancé en janvier 1995  par Fershid Bharucha, fort de précédentes expériences dans l'édition de bandes-dessinées d'origine américaine.
Il a publié les éditions françaises de Batman: Dark Knight (Batman: The Dark Knight Returns), The Darkness, Fathom, Jack B. Quick, La Ligue des gentlemen extraordinaires, Witchblade, Tomb Raider, Les Gardiens du Maser…
Éditions USA a mis fin à ses activités lorsque Fershid Bharucha est parti à la retraite, en 2008.